# Siegfried Selberherr
Siegfried Selberherr (3 de agosto de 1955, Klosterneuburg) es un científico austríaco en el campo de la microelectrónica y profesor en el Instituto de Microelectrónica de la Universidad Técnica de Viena. Su principal campo de investigación es el modelaje y la simulación de los fenómenos físicos de la  microelectrónica.

## Biografía
Siegfried Selberherr es profesor titular desde 1988 en el desarrollo de software de la tecnología en los sistemas microelectrónicos en la Universidad Técnica de Viena. El estudió ingeniería eléctrica en TU Wien, donde recibió los diplomas de Ingeniero y doctor en ciencias aplicadas en 1978 y 1981, respectivamente, y la Habilitación en 1984. Él se desempeñó como investigador visitante en Laboratorios Bell por algunos años. 
Entre 1996 y 2020 el Prof. Selberherr fue conferenciante distinguido de la IEEE Electron Devices Society.
El Prof. Selberherr fue decano en Facultad de Ingeniería Eléctrica y Tecnología de la Información de la  Universidad Técnica de Viena desde 1998 a 2005. 
Además, entre 2001 y 2018 fue miembro y vicepresidente del consejo de supervisión de ams AG y desde entonces ejerce como asesor científico del consejo.
Desde 2004 es miembro del consejo consultivo de Interuniversitario Departamento de Agrobiotecnología (IFA-Tulln).

## Logros
El Prof. Selberherr ha publicado, con su grupo de investigación, más de 400 artículos en revistas científicas y más de 1200 artículos en conferencias, de las cuales más de 250 han sido presentaciones invitadas. Además, él ha publicado 3 libros y editado más de 40 volúmenes, y él ha supervisado más de 100 tesis doctorales.
Durante su investigación, el Prof. Selberherr ha desarrollado un simulador para los transistores MOSFETS (MINIMOS), en el cual el modelo implementado para la movilidad  de los portadores lleva su nombre.
El Prof. Selberherr ha supervisado numerosos proyectos de investigación con reconocidas compañías de semiconductores y agencias de financiamiento, tales como Fondo de Ciencia de Austria (en inglés: Austrian Science Fund, FWF), 
Christian Doppler Asociación de Investigación (en inglés: Christian Doppler Research Association, CDG), y Consejo Europeo de Investigación (en inglés: European Research Council, ERC).

## Premios
(Selección)
- 2021: 'Fellow' del Asociación de Inteligencia Artificial de Asia y el Pacífico[2]
- 2021: 'Life Fellow' del Instituto de Ingenieros Eléctricos y Electrónicos, IEEE
- 2018: Premio Cledo Brunetti IEEE
- 2015: Franz Dinghofer Medalla del Instituto Dinghofer
- 2014: Marin Drinov decoración de honor en la cinta de la Academia de Ciencias de Bulgaria[3]
- 2013: Miembro titular de la Academia Europæa
- 2011: Cruz de Comendador en plata de la Orden del Mérito para los servicios al estado federal Baja Austria (en inglés: Silver Commander's Cross of the Order of Merit for Distinguished Service for the Federal Province of Lower Austria)
- 2009: 'Advanced Grant' del ERC[4]
- 2006: doctor honoris causa de la Universidad de Niš
- 2005: Condecoración de Honor por los servicios prestados a la República de Austria (en inglés: Grand Decoration of Honour for Services to the Republic of Austria)
- 2004: Miembro de la Academia Europea de Ciencias y Artes
- 2001: Premio Erwin Schrödinger de la Academia Austriaca de Ciencias (en inglés: 'Erwin Schrödinger Award' of the Austrian Academy of Sciences, ÖAW)
- 1994: Medalla Wilhelm Exner de la Asociación Austriaca de Pequeñas e Medianas Empresas (en inglés: 'Wilhelm Exner Medal' of the Austrian Association for Small and Medium-sized Enterprises, ÖGV)
- 1993: 'Fellow' del Instituto de Ingenieros Eléctricos y Electrónicos, IEEE
- 1986: Premio 'Heinz Zemanek' de la Sociedad Austriaca de Computación (en inglés: 'Heinz Zemanek Award' of the Austrian Computer Society, ÖCG)
- 1983: Premio 'Dr. Ernst Fehrer' de la Universidad Técnica de Viena (en inglés: 'Dr. Ernst Fehrer Award' of the TU Wien)

## Publicaciones importantes

### Revistas
- L. Filipovic, S. Selberherr. Thermo-Electro-Mechanical Simulation of Semiconductor Metal Oxide Gas Sensors., Materials, Vol.12, No.15, pp.2410-1–2410-37, 2019, doi 10.3390/ma12152410.

- V. Sverdlov, S. Selberherr. Silicon Spintronics: Progress and Challenges., Physics Reports, Vol.585, pp. 1–40, 2015, doi 10.1016/j.physrep.2015.05.002.

- H. Ceric, S. Selberherr. Electromigration in Submicron Interconnect Features of Integrated Circuits., Materials Science and Engineering R, Vol.71, pp.53-86, 2011, doi 10.1016/j.mser.2010.09.001

- V. Sverdlov, E. Ungersboeck, H. Kosina, S. Selberherr. Current Transport Models for Nanoscale Semiconductor Devices., Materials Science and Engineering R,  Vol.58, No.6-7, pp.228-270, 2008, doi 10.1016/j.mser.2007.11.001

- T. Grasser, T.-W. Tang, H. Kosina, S. Selberherr. A Rewiew of Hydrodynamic and Energy-Transport Models for Semiconductor Device Simulation., Proceedings of the IEEE, Vol.91, No.2, pp.251-274, 2003, doi 10.1109/JPROC.2002.808150

- S. Selberherr, A. Schütz, H. Pötzl. MINIMOS – A Two-Dimensional MOS Transistor Analyzer., IEEE Trans.Electron Devices, Vol.ED-27, No.8, pp.1540-1550, 1980, doi 10.1109/T-ED.1980.20068

### Libros
- M. Nedjalkov, I. Dimov, S. Selberherr. Stochastic Approaches to Electron Transport in Micro- and Nanostructures, Birkhäuser, Basel, ISBN 978-3-030-67916-3, 214 pp. 2021, doi 10.1007/978-3-030-67917-0.

- R. Klima, S. Selberherr. Programmieren in C, 3. Auflage, Springer-Verlag, Wien-New York, ISBN 978-3-7091-0392-0, 366 pp. 2010, doi 10.1007/978-3-7091-0393-7

- J.W. Swart, S. Selberherr, A.A. Susin, J.A. Diniz, N. Morimoto. (Eds.) Microelectronics Technology and Devices, The Electrochemical Society, ISBN 978-1-56677-646-2, 661 pp. 2008

- T. Grasser, S. Selberherr. (Eds.) Simulation of Semiconductor Processes and Devices, Springer-Verlag, Wien-New York, ISBN 978-3-211-72860-4, 460 pp. 2007, doi 10.1007/978-3-211-72861-1

- F. Fasching, S. Halama, S. Selberherr. (Eds.) Technology CAD Systems, Springer-Verlag, Wien-New York, ISBN 978-3-7091-9317-4, 309 pp. 1993, doi 10.1007/978-3-7091-9315-0

- S. Selberherr. Analysis and Simulation of Semiconductor Devices, Springer-Verlag, Wien-New York, ISBN 978-3-7091-8754-8, 294 pp. 1984, doi 10.1007/978-3-7091-8752-4